# Batman: Chaos in Gotham
Batman: Chaos in Gotham est un jeu vidéo d'action développé par Digital Eclipse et édité par Ubi Soft en 2001 sur Game Boy Color.
Le jeu est basé sur la série télévisée Batman. Les personnages jouables sont Batman et Batgirl, en plus les personnages qui font une apparition sont : Robin, Nightwing, James Gordon, le Joker, Harley Quinn, Poison Ivy, Roxy Rocket, Bane et Double-Face.

## Accueil
- Gamekult : 6/10[1]
- GameSpot : 7,4/10[2]
- IGN : 7/10[3]